# كوستين لازار
كوستين لازار (بالرومانية: Costin Lazăr)‏ هو لاعب كرة قدم روماني في مركز الوسط، ولد في 24 أبريل 1981 في بوخارست في رومانيا. شارك مع منتخب رومانيا لكرة القدم. أما مع النوادي، فقد لعب مع رابيد بوخارست وستيودينتيسك بوخارست ونادي بانيتوليكوس ونادي باوك.

## وصلات خارجية
- كوستين لازار على موقع قاعدة بيانات كرة القدم.إي يو (الإنجليزية)
- كوستين لازار على موقع ناشيونال فوتبول تيمز (الإنجليزية)
- كوستين لازار على موقع Soccerway.com (الإنجليزية)
- كوستين لازار على موقع عالم كرة القدم.نت (الإنجليزية)
- كوستين لازار على موقع AS.com (الإسبانية)